# Геометрическая прогрессия
Геометри́ческая прогре́ссия (иногда также кра́тная прогрессия) — последовательность чисел {\displaystyle b_{1}}, {\displaystyle b_{2}}, {\displaystyle b_{3}}, {\displaystyle \ldots } (члены прогрессии), в которой первый член отличен от нуля, а каждый из последующих членов, начиная со второго, получается из предыдущего умножением на ненулевое число {\displaystyle q} (знаменатель прогрессии, или коэффициент). Выражаясь математически: {\displaystyle b_{1}\neq 0,q\neq 0;b_{n+1}=b_{n}\cdot q,n\in \mathbb {N} ,n\geqslant 2}.

## Описание
Любой член геометрической прогрессии может быть вычислен по формуле
{\displaystyle b_{n}=b_{1}q^{n-1}.}
Если каждый член геометрической прогрессии больше предыдущего, то прогрессия называется возрастающей; если меньше предыдущего, то убывающей.
Геометрическая прогрессия возрастает, если выполняется один из наборов условий:
{\displaystyle b_{1}>0\quad } и {\displaystyle \quad q>1}
или
{\displaystyle b_{1}<0\quad } и {\displaystyle \quad 0<q<1}.
Геометрическая прогрессия убывает, если выполняется один из наборов условий:
{\displaystyle b_{1}<0\quad } и {\displaystyle \quad q>1}
или
{\displaystyle b_{1}>0\quad } и {\displaystyle \quad 0<q<1}.
Запишем разность между {\displaystyle \left(n+1\right)}-м и {\displaystyle n}-м членами геометрической прогрессии по формуле общего члена:
{\displaystyle b_{n+1}-b_{n}=b_{1}\cdot q^{n-1}\cdot \left(q-1\right).}
Для возрастающей прогрессии эта разность должна быть положительной независимо от номера {\displaystyle n}, а для убывающей — отрицательной. Условия, выписанные в доказываемом утверждении, как раз и гарантируют, что разность членов {\displaystyle b_{n+1}} и {\displaystyle b_{n}} будут иметь определённый знак.■
Геометрическая прогрессия называется бесконечно убывающей, если знаменатель прогрессии по абсолютной величине меньше единицы.
При {\displaystyle q<0} — знакочередующейся, при {\displaystyle q=1} — стационарной (постоянной).
Своё название прогрессия получила по своему характеристическому свойству:
{\displaystyle |b_{n}|={\sqrt {b_{n-1}b_{n+1}}},}
то есть модуль любого члена геометрической прогрессии, кроме первого, равен среднему геометрическому (среднему пропорциональному) двух рядом с ним стоящих членов.
Однако это не только свойство, но и признак геометрической прогрессии, формулировка которого звучит следующим образом:

Последовательность положительных чисел тогда и только тогда является геометрической прогрессией, когда каждый её член, начиная со второго, есть среднее геометрическое предшествующего и последующего членов.

Данный признак можно расширить на другие случаи. Если её члены отрицательны, получим {\displaystyle b_{n}=-{\sqrt {b_{n-1}\cdot b_{n+1}}}}, где {\displaystyle n\geqslant 2}.
Если знаки членов прогрессии чередуются, получим {\displaystyle b_{n}=\left(-1\right)^{n+j}{\sqrt {b_{n-1}\cdot b_{n+1}}}}, где {\displaystyle j=0} либо {\displaystyle j=1} и {\displaystyle n\geqslant 2}.

#### Графическая интерпретация
Если на координатной плоскости нанести точки с координатами {\displaystyle \left(n;\,b_{n}\right)}, где {\displaystyle n} — номер (натуральное число), а {\displaystyle b_{n}} — {\displaystyle n}-й член некоторой геометрической прогрессии, у которой {\displaystyle q>0}, то все точки будут принадлежать графику функции:
 где {\displaystyle q} — это знаменатель геометрической прогрессии, а {\displaystyle b_{1}} — её первый член.

Это означает, что справедлива теорема:

Для того чтобы последовательность {\displaystyle \left\{b_{n}\right\}} являлась геометрической прогрессией при {\displaystyle q>0}, необходимо и достаточно, чтобы {\displaystyle b_{n}} являлась показательной функцией (от {\displaystyle n}), заданной на множестве натуральных чисел. 

## Примеры

Получение новых квадратов путём соединения середин сторон предыдущих квадратов

- Последовательность площадей квадратов, где каждый следующий квадрат получается соединением середин сторон предыдущего — бесконечная геометрическая прогрессия со знаменателем 1/2. Площади получающихся на каждом шаге треугольников также образуют бесконечную геометрическую прогрессию со знаменателем 1/2, сумма которой равна площади начального квадрата[5]:8—9.
- Геометрической является последовательность количества зёрен на клетках в задаче о зёрнах на шахматной доске.
- 2, 4, 8, 16, 32, 64, 128, 256, 512, 1024, 2048, 4096, 8192 — геометрическая прогрессия со знаменателем 2 из тринадцати членов.
- 50; 25; 12,5; 6,25; 3,125; … — бесконечно убывающая геометрическая прогрессия со знаменателем 1/2.
- 4; 6; 9 — геометрическая прогрессия из трёх элементов со знаменателем 3/2.
- {\displaystyle \pi }, {\displaystyle \pi }, {\displaystyle \pi }, {\displaystyle \pi } — стационарная геометрическая прогрессия со знаменателем 1 (и стационарная арифметическая прогрессия с разностью 0).
- 3; −6; 12; −24; 48; … — знакочередующаяся геометрическая прогрессия со знаменателем −2.
- 1; −1; 1; −1; 1; … — знакочередующаяся геометрическая прогрессия со знаменателем −1.

## Свойства

### Свойства знаменателя геометрической прогрессии
Знаменатель геометрической прогрессии можно найти по формулам:
- {\displaystyle q={\dfrac {b_{n+1}}{b_{n}}}}

По определению геометрической прогрессии.
- {\displaystyle q={\sqrt[{n-k}]{\dfrac {b_{n}}{b_{k}}}},{\text{где }}k<n;\;\forall n,\forall k\in \mathbb {N} .}

### Свойства членов геометрической прогрессии
- Рекуррентное соотношение для геометрической прогрессии:

{\displaystyle b_{n}=b_{n-1}\cdot q}
По определению геометрической прогрессии.
- Формула общего ({\displaystyle n}-го) члена:

{\displaystyle b_{n}=b_{1}\cdot q^{n-1}.}
- Обобщённая формула общего члена:

{\displaystyle b_{n}=b_{k}\cdot q^{n-k},{\text{где }}k<n;\;\forall n,\forall k\in \mathbb {N} .}
- {\displaystyle b_{n}^{2}=b_{n-i}b_{n+i}}, если {\displaystyle 1<i<n}.

{\displaystyle b_{n}^{2}=b_{n}b_{n}=b_{1}q^{n-1}b_{1}q^{n-1}=b_{1}q^{n-1-i}b_{1}q^{n-1+i}=b_{n-i}b_{n+i}.}
- Логарифмы членов геометрической прогрессии (если определены) образуют арифметическую прогрессию.

{\displaystyle \log(b_{n})=\log(b_{1}q^{n-1})=\log(b_{1})+(n-1)\cdot \log(q)}
Формула общего члена арифметической прогрессии:
{\displaystyle a_{n}=a_{1}+(n-1)\cdot d}.

В нашем случае

{\displaystyle a_{1}=\log(b_{1})},

{\displaystyle d=\log(q)}.
- {\displaystyle b_{n}^{2}=b_{n-i}b_{n+i}}, если {\displaystyle 1<i<n}.

{\displaystyle b_{n}^{2}=b_{n}b_{n}=b_{1}q^{n-1}b_{1}q^{n-1}=b_{1}q^{n-1-i}b_{1}q^{n-1+i}=b_{n-i}b_{n+i}.}

Пусть {\displaystyle a_{k},a_{l},a_{m}} — соответственно {\displaystyle k}-й, {\displaystyle l}-й, {\displaystyle m}-й члены геометрической прогрессии, где {\displaystyle k,\,l,\,m\in \mathbb {N} }. Тогда для всякой такой тройки выполняется комплементарное свойство геометрической прогрессии, называемое тождеством геометрической прогрессии: {\displaystyle b_{k}^{l-m}\cdot b_{l}^{m-k}\cdot b_{m}^{k-l}=1.}

- Произведение первых {\displaystyle n} членов геометрической прогрессии можно рассчитать по формуле
{\displaystyle P_{n}=\left(b_{1}\cdot b_{n}\right)^{\frac {n}{2}}.}

{\displaystyle P_{n}=\prod _{i=1}^{n}b_{i}=\prod _{i=1}^{n}b_{1}q^{i-1}=b_{1}^{n}\prod _{i=1}^{n}q^{i-1}=b_{1}^{\frac {n}{2}}b_{1}^{\frac {n}{2}}\prod _{i=1}^{n}q^{i-1}.}
Раскроем произведение {\displaystyle \prod _{i=1}^{n}q^{i-1}}:
{\displaystyle \prod _{i=1}^{n}q^{i-1}=q^{0}\cdot q^{1}\cdot q^{2}\cdot \ldots \cdot q^{n-1}=q^{0+1+2+\ldots +(n-1)}.}
Выражение {\displaystyle 0+1+2+\ldots +(n-1)} представляет собой арифметическую прогрессию с {\displaystyle a_{1}=0} и шагом 1. Сумма первых n членов прогрессии равна {\displaystyle S_{n}=n\cdot {\frac {a_{1}+a_{n}}{2}}=n\cdot {\frac {0+(n-1)}{2}}.}
Откуда
{\displaystyle P_{n}=b_{1}^{\frac {n}{2}}b_{1}^{\frac {n}{2}}\prod _{i=1}^{n}q^{i-1}=b_{1}^{\frac {n}{2}}b_{1}^{\frac {n}{2}}q^{\frac {n(0+(n-1))}{2}}=\left(b_{1}b_{1}q^{n-1}\right)^{\frac {n}{2}}=\left(b_{1}b_{n}\right)^{\frac {n}{2}}.}
- Произведение членов геометрической прогрессии начиная с k-го члена, и заканчивая n-м членом, можно рассчитать по формуле
{\displaystyle P_{k,n}={\dfrac {P_{n}}{P_{k-1}}}.}

{\displaystyle P_{k,n}=\prod _{i=k}^{n}b_{i}={\frac {\prod _{i=1}^{n}b_{i}}{\prod _{j=1}^{k-1}b_{j}}}={\frac {P_{n}}{P_{k-1}}}.}
- Сумма {\displaystyle n} первых членов геометрической прогрессии
{\displaystyle S_{n}={\begin{cases}\sum \limits _{i=1}^{n}b_{i}={\dfrac {b_{1}-b_{1}q^{n}}{1-q}}={\dfrac {b_{1}\left(1-q^{n}\right)}{1-q}},&{\mbox{if }}q\neq 1\\\\nb_{1},&{\mbox{if }}q=1\end{cases}}}

- Доказательство через сумму:
{\displaystyle S_{n}=\sum _{i=1}^{n}b_{1}q^{i-1}=b_{1}+\sum _{i=2}^{n}b_{1}q^{i-1}=b_{1}+q\sum _{i=2}^{n}b_{1}q^{i-2}=b_{1}+q\sum _{i=1}^{n-1}b_{1}q^{i-1}=b_{1}+q\sum _{i=1}^{n}b_{1}q^{i-1}-b_{1}q^{n}.}
То есть {\displaystyle \sum _{i=1}^{n}b_{1}q^{i-1}=b_{1}+q\sum _{i=1}^{n}b_{1}q^{i-1}-b_{1}q^{n}} или
{\displaystyle \left(1-q\right)\sum _{i=1}^{n}b_{1}q^{i-1}=b_{1}-b_{1}q^{n}.}
Откуда {\displaystyle \sum _{i=1}^{n}b_{1}q^{i-1}={\frac {b_{1}-b_{1}q^{n}}{1-q}}=b_{1}{\frac {1-q^{n}}{1-q}}.}
- Доказательство индукцией по {\displaystyle n}.
Пусть {\displaystyle S_{n}=b_{1}{\frac {1-q^{n}}{1-q}}.}
При {\displaystyle n=1} имеем: {\displaystyle S_{1}=\sum _{i=1}^{1}b_{i}=b_{1}=b_{1}{\frac {1-q^{1}}{1-q}}.}
При {\displaystyle n\rightarrow n+1} имеем: {\displaystyle S_{n+1}=\sum _{i=1}^{n+1}b_{i}=\sum _{i=1}^{n}b_{i}+b_{n+1}=b_{1}{\frac {1-q^{n}}{1-q}}+b_{1}q^{n}=b_{1}\left({\frac {1-q^{n}}{1-q}}+q^{n}\right)=b_{1}\left({\frac {1-q^{n}+q^{n}-q^{n+1}}{1-q}}\right)=b_{1}{\frac {1-q^{n+1}}{1-q}}.}

- Суммой бесконечно убывающей геометрической прогрессии называется число, к которому сумма {\displaystyle n} первых членов бесконечно убывающей геометрической прогрессии стремится и неограниченно приближается с ростом {\displaystyle n}. Сумма всех членов убывающей прогрессии:

{\displaystyle \left|q\right|<1}, то {\displaystyle b_{n}\to 0} при {\displaystyle n\to +\infty }, и
{\displaystyle S_{n}\to {\frac {b_{1}}{1-q}}} при {\displaystyle n\to +\infty }.
{\displaystyle \lim _{n\to \infty }S_{n}=\lim _{n\to \infty }{\frac {b_{1}\left(1-q^{n}\right)}{1-q}}=\lim _{n\to \infty }\left({\frac {b_{1}}{1-q}}-b_{1}{\frac {q^{n}}{1-q}}\right)={\frac {b_{1}}{1-q}}-b_{1}\lim _{n\to \infty }{\frac {q^{n}}{1-q}}.} Если {\displaystyle \left|q\right|<1,} то {\displaystyle q^{n}\to 0} при {\displaystyle n\to \infty .} Поэтому {\displaystyle \lim _{n\to \infty }{\frac {q^{n}}{1-q}}=0.} Следовательно {\displaystyle \lim _{n\to \infty }S_{n}={\frac {b_{1}}{1-q}}.}

### Свойства суммы геометрической прогрессии
- {\displaystyle b_{n+1}=S_{n+1}-S_{n}}
- {\displaystyle S_{n}=\sigma _{n}\cdot b_{1}b_{n}}

где {\displaystyle \sigma _{n}} — сумма обратных величин, то есть {\displaystyle \sigma _{n}={\dfrac {1}{b_{1}}}+{\dfrac {1}{b_{2}}}+\cdots +{\dfrac {1}{b_{n-1}}}+{\dfrac {1}{b_{n}}}}.

### Свойства произведения геометрической прогрессии
Произведением первых {\displaystyle n} членов геометрической прогрессии {\displaystyle \left\{b_{n}\right\}} называется произведение от {\displaystyle b_{1}} до {\displaystyle b_{n}}, то есть выражение вида {\displaystyle \prod \limits _{i=1}^{n}b_{i}=b_{1}\cdot b_{2}\cdot b_{3}\cdot \ldots \cdot b_{n-2}\cdot b_{n-1}\cdot b_{n}.}
Обозначение: {\displaystyle P_{n}}.
- {\displaystyle P_{n}={b}_{1}^{n}\cdot {q}^{\frac {n\left(n-1\right)}{2}}}
- {\displaystyle b_{n+1}={\dfrac {P_{n+1}}{P_{n}}}}
- {\displaystyle P_{2n}=P_{n}\cdot {\sqrt[{3}]{P_{3n}}}}
- {\displaystyle {\sqrt[{k}]{P_{k}^{l-m}}}\cdot {\sqrt[{l}]{P_{l}^{m-k}}}\cdot {\sqrt[{m}]{P_{m}^{k-l}}}=1}